# Ogen van vuur
Ogen van vuur (oorspronkelijke titel Firestarter) is een boek uit 1980 van Stephen King. Het verhaal werd in 1984 verfilmd als Firestarter.

## Verhaal

### Wetenschappelijk experiment
Andy McGee doet op de universiteit mee aan een wetenschappelijk experiment waarbij 24 deelnemers een injectie krijgen. Twaalf van hen krijgen een zoutoplossing ingespoten, twaalf van hen een te testen geneeskundig goedje, wordt hen verteld. Ze krijgen niet te horen wie wat toegediend krijgt, om de test 'blind' en daarmee zo correct mogelijk te doen. Deelname is naar verluidt 'zoals altijd' risicoloos en iedere testpersoon krijgt 200 dollar. McGee ontmoet in de zaal waar de test plaatsvindt mededeelneemster Vicky Tomlinson. Ze zijn beide niet volledig overtuigd van hun deelname, maar kunnen het geld goed gebruiken.
In werkelijkheid is het geen onschuldige test, maar een geheim experiment van een overheidsinstantie genaamd De Winkel (origineel:  The Shop). Twaalf van de deelnemers krijgen een goedje ingespoten met de codenaam 'Partij Zes' (origineel: Lot Six). De bedoeling hiervan is om te proberen bovenmenselijke gaven los te maken bij gewone mensen. McGee en Tomlinson liggen naast elkaar in de testruimte en bemerken iets dergelijks wanneer ze tijdens het experiment opeens met elkaar kunnen communiceren via telepathie. Ze ontwikkelen tijdens het 'gesprek' gevoelens voor elkaar. Naderhand houden ze beide inderdaad kleine psychische vaardigheden over aan het experiment; McGee kan mensen manipuleren en ze zijn wil opleggen, maar als hij dit te vaak of te sterk gebruikt krijgt hij zware hoofdpijn en zelfs hersenbloedingen. Tomlinson kan vanaf een afstandje deuren sluiten en de radio of tv uitzetten met haar gedachten.

### Charlie
Jaren later zijn McGee en Tomlinson getrouwd en de ouders van een achtjarige dochter, Charlie. Charlie blijkt van een heel ander slag dan haar ouders. Vanaf haar babytijd beschikt ze over een steeds groter wordend pyrokinetisch vermogen, waarmee ze onder meer haar teddybeer in brand zette in een boze bui. Enige weerslag op haar gezondheid heeft dit niet. Daarom wil De Winkel haar wel maar wat graag in handen krijgen.

### De winkel
McGee en Tomlinson weten niet dat ze al die jaren na de test in het geheim in de gaten gehouden zijn door De Winkel. Deze beschouwden het experiment als mislukt daar de talenten van hun proefpersonen te klein waren en te veel negatieve bijwerkingen hadden om echt van nut te kunnen zijn. Ze hadden er niet op gerekend dat twee van hun testpersonen zich samen voort zouden planten. Het heeft voor een enorme interesse van hun kant in Charlie gezorgd. Nu het meisje acht jaar, is willen ze haar in handen krijgen voor verdere experimenten. De eerste keer dat agenten van De Winkel dit proberen, mislukt het. Terwijl McGee niet thuis is, komen ze naar zijn huis en vermoorden Tomlinson, die uiteindelijk onder marteling loslaat waar haar dochter is. McGee weet de twee agenten van De Winkel echter te onderscheppen en Charlie te bevrijden, daarbij zijn talenten gebruikend om de ene agent in een coma te plaatsen en de andere te laten denken dat hij blind is. Daarna slaan ze op de vlucht, en blijven dat vele maanden lang. Al liftend trekken ze het land door. 

### Gevangenneming
De vlucht brengt hen naar de staat New York. Bijna krijgt De Winkel hen te pakken wanneer Charlie en haar vader een lift krijgen van een boer genaamd Irv Manders, die hen meeneemt naar zijn huis. Charlie is gedwongen haar gave te gebruiken tegen de agenten, en brand daarbij de hele boerderij van Irv en zijn vrouw Norma plat. Ze zweert nadien nooit meer haar gave te zullen gebruiken. Irv neemt Charlie echter niks kwalijk en geeft McGee zelfs zijn jeep zodat ze kunnen ontsnappen. Ze trekken zich terug in een vakantiehuisje dat ooit van McGees grootvader was. Daar brengen ze de winter door.
Ten langen leste schakelt De Winkel Vietnamveteraan John Rainbird in, een huurmoordenaar voor De Winkel van Indiaanse afkomst. Hij is geobsedeerd door de dood en wil graag Charlie goed leren kennen daar hij grote interesse heeft in haar gave. Hij weet ongezien een pijltje met een verdovend middel in Charlies nek te schieten, waarna McGee over haar heen buigt en in de rug geschoten wordt met hetzelfde middel. 

### Experimenten met Charlie
Zes maanden na de ontvoering door Rainbird blijken vader en dochter al die tijd in verschillende ruimtes van het complex van De Winkel gescheiden gehouden te zijn. McGee is inmiddels zwaar onder invloed van thorazine gehouden en daardoor hoe langer hoe verder verwijderd van zijn gave geraakt. De Winkel overweegt om hem naar een instituut op Hawaiï te sturen. Het is De Winkel, onder leiding van James 'Cap' Hollister met name te doen om Charlie. Deze weigert niettemin al een half jaar iedere communicatie, laat staan medewerking. Dr. Hockstetter en Dr. Pynchot moeten de experimenten uitvoeren, maar beginnen hoe langer hoe meer te twijfelen aan het pyrokinetisch vermogen van het meisje. Rainbird besluit tot een andere aanpak. Omdat Charlie hem nooit gezien heeft bij haar ontvoering, doet hij zich voor als schoonmaker van haar kamer. Aanvankelijk negeert ze hem, maar wanneer op een nacht de stroom uitvalt weet Rainbird haar vertrouwen te winnen door te doen alsof hij bang is in het donker als gevolg van een marteling door de Vietcong. Zo bouwt hij langzaam maar zeker een vertrouwensband met Charlie op.
Wanneer Rainbird de tijd er rijp voor acht, maakt hij Charlie wijs dat ze De Winkel moet chanteren. Ze moet de wetenschappers om tegenprestaties vragen voor elk stukje medewerking dat ze hen verleend, zoals naar buiten mogen, paardrijden op Necromancer en het zien van haar vader. Van het vragen om die laatste gunst probeert Rainbird Charlie zo lang mogelijk te weerhouden, omdat dit nooit zal gebeuren, als het aan Rainbird en De Winkel ligt. In ruil voor de andere gunsten, sticht Charlie steeds grotere branden in de testruimtes, waarbij de wetenschappers zich beginnen af te vragen of de Aarde het maximale potentieel van haar kracht wel aankan.

### De ontsnapping
Tijdens dezelfde stroomstoring waarbij Rainbird Charlies vertrouwen wint, slaagt McGee, omdat hij zijn medicijn niet op tijd krijgt en omdat hij in paniek raakt, erin zichzelf te manipuleren en zowel zijn gave terug te krijgen als zijn verslaving te overwinnen. Vervolgens begint hij met een complex ontsnappingsplan. Eerst manipuleert hij zijn psychiater, Pynchot, om te zorgen dat De Winkel hem nog wat langer hier zal houden. Omdat Pynchot echter zelf mentaal niet geheel in orde is, veroorzaakt McGees manipulatie echter een zogenaamd ricocheteffect, waardoor Pynchot doordraait en zelfmoord pleegt. McGee maakt hier gebruik van door Hollister over te halen om hem mee te nemen naar Pynchots begrafenis, en hem vervolgens verder te manipuleren voor zijn plan; Hollister moet McGee en Charlie beide naar het instituut op Hawaiï laten brengen en zelf met hen meegaan. Ook laat hij Hollister een brief bezorgen bij Charlie waarin hij haar waarschuwt voor Rainbirds bedrog, en geeft hij Hollister opdracht om Rainbird weg te sturen naar San Diego. 
Rainbird voelt echter nattigheid en komt door eigen onderzoek achter McGees plan. De dag dat McGee zijn plan uit wil voeren, confronteert Rainbird hem en Charlie in de paardenstal. McGee gebruikt zijn gave nog eenmaal om Rainbird onschadelijk te maken, maar overbelast daarmee zijn brein en krijgt een beroerte. Bovendien slaagt Rainbird er nog net in om McGee fataal te verwonden met een kogel. Voor hij sterft, spoort McGee zijn dochter aan om De Winkel te laten zien dat het menens is. Charlie verwoest vervolgens het gehele complex en ontsnapt.

### Ontknoping
Na dagen van rondzwerven en liften bereikt Charlie de herbouwde boerderij van de Manders, die haar in huis nemen en haar maanden verborgen houden. De geruchten dat Charlie bij hen is bereiken uiteindelijk toch De Winkel, maar voor ze Charlie kunnen vangen blijkt ze de boerderij alweer te zijn ontvlucht. Ze gaat naar het hoofdkantoor van het tijdschrift Rolling Stone, een van de weinige betrouwbare mediabronnen dat geen banden heeft met de overheid, om haar hele verhaal te vertellen en zo de praktijken van De Winkel openbaar te maken.

## Verhaalstructuur
Ogen van vuur maakt gebruik van een in medias res-vertelling; bij aanvang van het boek zijn McGee en zijn dochter reeds op de vlucht en net in New York gearriveerd. Alles wat daarvoor gebeurd is, van het experiment waar McGee aan deelnam tot het moment dat McGee Charlie redt van De Winkel en ze hun vlucht beginnen, wordt achteraf verteld via flashbacks.

## Bewerkingen
- Firestarter werd in 1984 bewerkt tot de gelijknamige film, met Drew Barrymore als Charlie.
  - In 2022 volgde er een tweede filmbewerking (ook als Firestarter), met Ryan Kiera Armstrong als Charlie.
- In 2002 kreeg de film een vervolg getiteld Firestarter 2: Rekindled.
- Drew Barrymore vertolkte opnieuw de rol van de nu volwassen Charlie in een aflevering van Saturday Night Live.